# Skulpturenmeile (Hannover)

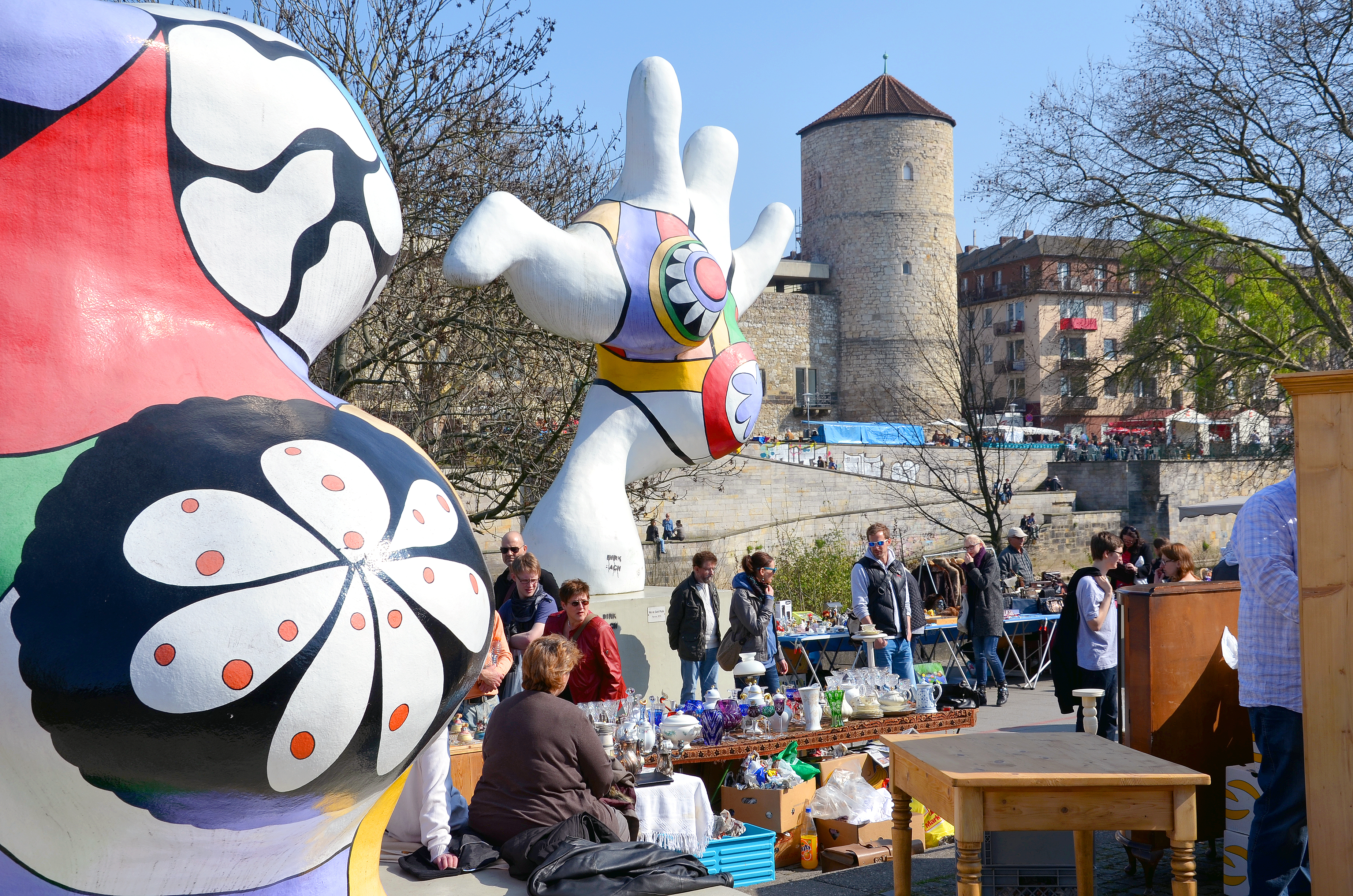
Altstadt-Flohmarkt zwischen den Nanas in Hannover

Die Skulpturenmeile in Hannover ist ein zwischen 1986 und 2000 geschaffener Skulpturenweg entlang der Straßen Brühlstraße und Leibnizufer in Hannover. Er besteht aus übergroßen Skulpturen und Plastiken im öffentlichen Straßenraum. Die Kunstwerke sind auf einer Länge von etwa 1.200 Meter zwischen dem Königsworther Platz und dem Niedersächsischen Landtag aufgestellt. Die sehr unterschiedlichen Arbeiten befinden sich überwiegend auf der grasbewachsenen Mittelinsel des sechsspurigen, stark befahrenen Straßenzuges.

## Entstehung
Auftakt des Straßenkunstprogramms, initiiert vom damaligen Oberstadtdirektor Martin Neuffer, war das Jahr 1970. Nach einem Ratsbeschluss finanzierte die Landeshauptstadt Hannover von 1970 bis 1973 das Kunstexperiment, bei dem Kunstwerke in den öffentlichen Straßenraum integriert wurden. Auftakt war das erste Altstadtfest 1970 und vorläufiger Abschluss war die Aufstellung der für 150.000 DM erworbenen drei Nanas der französischen Künstlerin Niki de Saint Phalle 1974. Die Aufstellung erfolgte an der Straße Leibnizufer, wo heute die Mike-Gehrke-Promenade parallel verläuft. Den Anfang der Skulpturenmeile bildete 1986 die Aufstellung von zwei Stahlskulpturen entlang des Leibnizufers durch den hannoverschen Galeristen Robert Simon. Erst im Jahr 2000 war die „Meile“ mit acht Skulpturen fertiggestellt. Alle Kunstwerke befinden sich im Eigentum der Landeshauptstadt. Im Jahr 2013 ließ die Stadt die 60 Skulpturen und Objekte mit Hinweistafeln aus Edelstahl beschildern und gab eine Serie von Info-Flyern heraus, in denen nach 1945 entstandene Kunstwerke im öffentlichen Raum verzeichnet sind.

## Skulpturen
Die Standorte der Plastiken sind, ausgehend vom Königsworther Platz zum Niedersächsischen Landtag, von Nord nach Süd:
| Bild | Künstler / Künstlerin                     | Titel                                        | Standort                                                                                       |
| ---- | ----------------------------------------- | -------------------------------------------- | ---------------------------------------------------------------------------------------------- |
|      | Alf Lechner                               | Kreisteilung – Quadratanordnung – Kugel 1987 | Königsworther Platz am Eingang zum Georgengarten 52° 22′ 43,5″ N, 9° 43′ 16,5″ O               |
|      | Bildhauer-Ehepaar Matschinsky-Denninghoff | Genesis 1983–1985                            | Königsworther Platz Höhe Fischerstraße 52° 22′ 41,1″ N, 9° 43′ 20,2″ O                         |
|      | John Raymond Henry                        | Symphony in Red 2000                         | Königsworther Platz 52° 22′ 41″ N, 9° 43′ 22,7″ O                                              |
|      | Eugène Dodeigne                           | Etude I bis V                                | Brühlstraße Höhe Otto-Brenner-Straße 52° 22′ 38,5″ N, 9° 43′ 29,9″ O                           |
|      | Erich Hauser                              | Stahl 17/87 (genannt: Stahlengel) 1987       | Brühlstraße Höhe Andertensche Wiese 52° 22′ 33,9″ N, 9° 43′ 34″ O                              |
|      | Bernhard Heiliger                         | Deus ex Machina 1985                         | Leibnizufer Höhe Goethestraße 52° 22′ 24,7″ N, 9° 43′ 43,1″ O                                  |
|      | Niki de Saint Phalle                      | Nanas in Hannover 1974                       | Leibnizufer 52° 22′ 19,8″ N, 9° 43′ 47,9″ O                                                    |
|      | Kenneth Snelson                           | Avenue K 1968 1970                           | Leibnizufer Höhe Am Archiv gegenüber Niedersächsischer Landtag 52° 22′ 12,6″ N, 9° 43′ 52,6″ O |